# Tipula palmarum
Tipula palmarum är en tvåvingeart som beskrevs av Alexander 1947. Tipula palmarum ingår i släktet Tipula och familjen storharkrankar. Inga underarter finns listade i Catalogue of Life.